# Periploma carpenteri
Periploma carpenteri is een tweekleppigensoort uit de familie van de Periplomatidae. De wetenschappelijke naam van de soort is voor het eerst geldig gepubliceerd in 1896 door Dall.